# ZNRF2
ZNRF2 (англ. Zinc and ring finger 2) – білок, який кодується однойменним геном, розташованим у людей на 7-й хромосомі. Довжина поліпептидного ланцюга білка становить 242 амінокислот, а молекулярна маса — 24 115.
| 10         |  | 20         |  | 30         |  | 40         |  | 50         |
| ---------- |  | ---------- |  | ---------- |  | ---------- |  | ---------- |
| MGAKQSGPAA |  | ANGRTRAYSG |  | SDLPSSSSGG |  | ANGTAGGGGG |  | ARAAAAGRFP |
| AQVPSAHQPS |  | ASGGAAAAAA |  | APAAPAAPRS |  | RSLGGAVGSV |  | ASGARAAQSP |
| FSIPNSSSGP |  | YGSQDSVHSS |  | PEDGGGGRDR |  | PVGGSPGGPR |  | LVIGSLPAHL |
| SPHMFGGFKC |  | PVCSKFVSSD |  | EMDLHLVMCL |  | TKPRITYNED |  | VLSKDAGECA |
| ICLEELQQGD |  | TIARLPCLCI |  | YHKGCIDEWF |  | EVNRSCPEHP |  | SD         |

A: Аланін

C: Цистеїн

D: Аспарагінова кислота

E: Глутамінова кислота

F: Фенілаланін

G: Гліцин

H: Гістидин

I: Ізолейцин

K: Лізин

L: Лейцин

M: Метіонін

N: Аспарагін

P: Пролін

Q: Глутамін

R: Аргінін

S: Серин

T: Треонін

V: Валін

W: Триптофан

Кодований геном білок за функціями належить до трансфераз, фосфопротеїнів, ліпопротеїнів. 
Задіяний у такому біологічному процесі, як убіквітинування білків. 
Білок має сайт для зв'язування з іонами металів, іоном цинку. 
Локалізований у клітинній мембрані, мембрані, клітинних контактах, лізосомі, синапсах, ендосомах.